# Topologie induite
En mathématiques, la topologie induite est une topologie définie sur toute partie Y d'un espace topologique X : c'est la trace sur Y de la topologie sur X. Autrement dit, l'ensemble des ouverts de Y (muni de la topologie induite) est : {O⋂Y | O ouvert de X}. Ou encore : les voisinages dans Y d'un point sont les traces sur Y de ses voisinages dans X. On dit alors que Y est un sous-espace de X.
La topologie induite est souvent sous-entendue dans les énoncés de topologie : par exemple, lorsque l'on a un espace topologique X donné, une partie Y de X sera dite compacte si elle est compacte pour la topologie induite par X sur Y.

## Remarques
- Si un ouvert O de X est inclus dans Y, alors O est un ouvert de Y pour la topologie induite (de même, tout fermé de X inclus dans Y est fermé dans Y).
- Un ouvert de Y pour la topologie induite n'est pas forcément ouvert pour la topologie de X. De même, un fermé de Y n'est pas toujours fermé dans X. Par exemple, si X = ℝ muni de sa topologie usuelle et Y = ]-1,1] alors ]0,1] = ]0,2[⋂]-1,1] est ouvert dans Y mais pas dans X et ]-1,0] = [-2,0]⋂]-1,1] est fermé dans Y mais pas dans X.
- Cependant, si Y est ouvert dans X, tout ouvert de Y est un ouvert de X : cela découle du fait que l'intersection de deux ouverts est ouverte. (De même, si Y est fermé dans X, tout fermé de Y est un fermé de X.)
- Si Y est muni de la topologie induite par X, et si A est un sous ensemble de Y, alors la topologie induite par Y sur A est identique à la topologie induite par X sur A.
- La topologie induite est un cas particulier de topologie initiale.